# Acrophtalmia leto
Acrophtalmia leto är en fjärilsart som beskrevs av Semper 1886. Acrophtalmia leto ingår i släktet Acrophtalmia och familjen praktfjärilar. Inga underarter finns listade i Catalogue of Life.